# Psychophora suttoni
Psychophora suttoni är en fjärilsart som beskrevs av Heinrich 1942. Psychophora suttoni ingår i släktet Psychophora och familjen mätare. Inga underarter finns listade.